# San Blas-Canillejas

Ubicació de San Blas-Canillejas

San Blas-Canillejas (anteriorment San Blas) és un districte de l'est de Madrid, organitzat administrativament en els barris de Simancas (201), Hellín (202), Amposta (203), Arcos (204), Rosas (205), Rejas (206), Canillejas (207) i Salvador (208). Té una extensió de 22,36 kilòmetres quadrats i una població de 157.367 habitants segons el cens de 2006.

## Situació
Limita al nord amb els districtes d'Hortaleza i Barajas a través de l'Avenida de América i A-2. A l'est, amb els municipis de San Fernando de Henares (a través del pont de San Fernando, pertanyent al municipi de Madrid), i Coslada, així com el districte de Vicálvaro (a través de la carretera de Vicálvaro a Coslada). Pel sud limita també amb aquest districte a través de l'autopista radial R-3, l'Avenida de Canillejas a Vicálvaro i l'autopista de circumval·lació M-40. Per l'oest, limita amb el districte de Ciudad Lineal a través dels carrers Hermanos García Noblejas, Alcalá i General Aranaz.
Té un caràcter tant residencial (Simancas, San Blas) com industrial (Zona d'Hermanos García Noblejas, Julián Camarillo, proximitats de la Carretera de Barcelona).

## Història
El districte va prendre el seu nom del barri de San Blas. Aquest barri, que alberga actualment més de seixanta mil habitants, és la suma de catorze parcel·les de promoció pública, l'origen de la qual cal buscar-lo en el Pla d'Urgència Social de Madrid (1957), que preveia en el sud-est de la ciutat la construcció de vint mil nous habitatges.
La seva operació més potent va ser el Gran San Blas, que va néixer en 1958 de la mà de l'Obra Sindical de la Llar. Compost inicialment per quatre parcel·les, posteriorment se li anirien afegint la resta, en el seu entorn -poblats dirigits, poblats absorció, colònies benèfiques construïdes els dies de festa pels seus futurs inquilins, etc.- constituint, en suma, un autèntic mostrari de "solucions oficials" al problema de l'allotjament obrer.
La població inicial -parelles ja constituïdes amb fills petits- provinent del medi rural, aviat comprova que el "més gran barri obrer d'Espanya" és un conjunt d'habitatges minúsculs (aproximadament 45 m²), de mala qualitat constructiva, sense les dotacions previstes i sense urbanització ni transport. És un barri ple de dificultats però també de solidaritat. El moviment ciutadà que allí neix aconseguirà, gràcies a la seva tenaç lluita reivindicativa al llarg dels anys seixanta i setanta, que els poders públics atenguin les seves demandes d'escola, parcs i infraestructures que no existien a la zona.

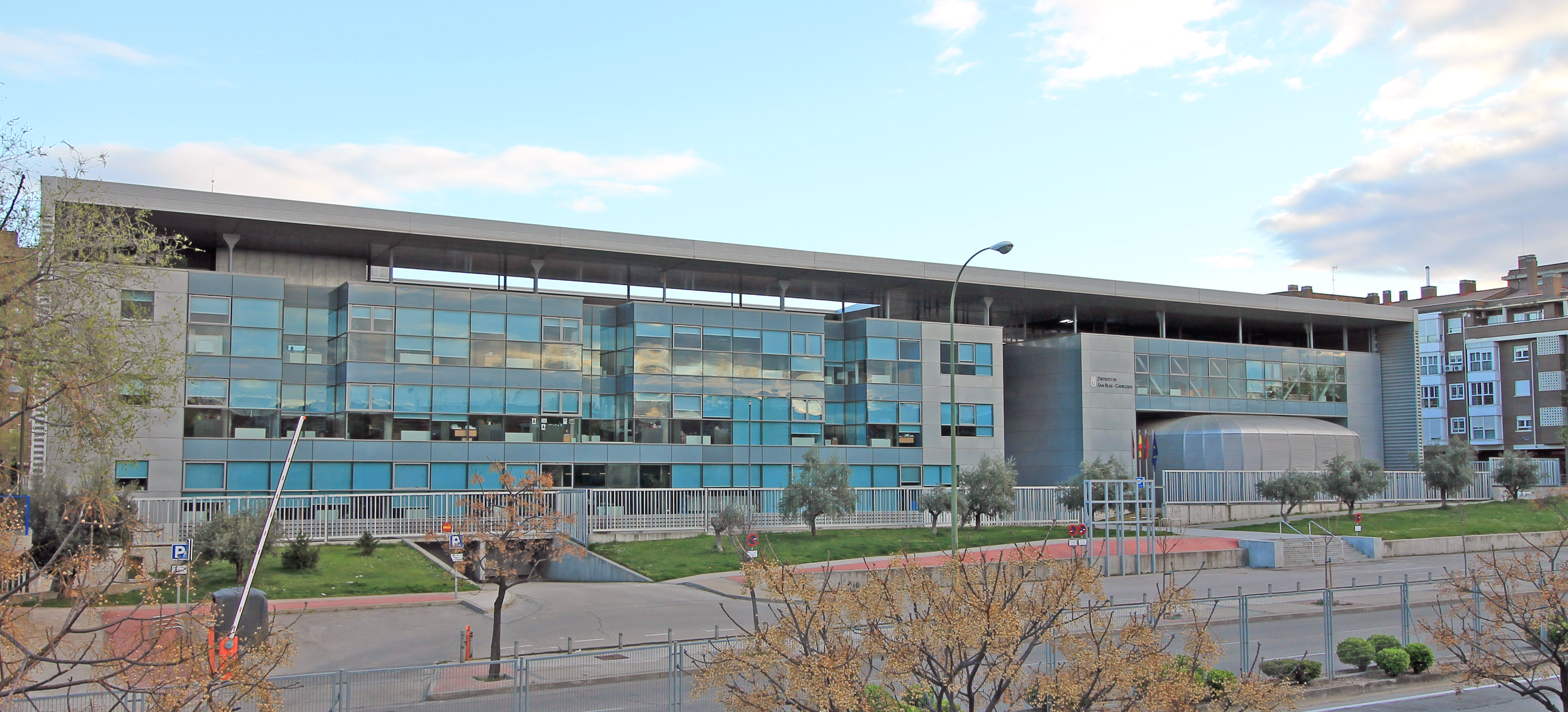
Junta Municipal del districte.

L'arribada de la democràcia va suposar la culminació de les reivindicacions sobre l'habitatge: es remodelen dues parcel·les i es repara pràcticament tota la resta. Però nous problemes van aparèixer en els vuitanta. El pes de la població jove -els fills dels primers pobladors- és dels més alts de la capital. Emergeix amb força al barri el problema de la droga; es registren altes taxes de fracàs escolar i el treball escasseja. Els entorns familiars, amb un elevat nivell d'amuntegament, suporten índexs d'atur molt elevats; especialment atur juvenil, però també entre els pares, afectats per la reconversió industrial. Els rols familiars es modifiquen i el treball de les dones -abandonat al començament del programa familiar- supleix la insuficiència d'ingressos familiars. El moviment veïnal, menys potent que en dècades anteriors, gira el seu focus d'interès cap al problema juvenil i el seu abordatge integral.
Al llarg dels noranta, els joves que no van abandonar el barri i altres nous van trobar acomodament en un parc d'habitatges públics -transferits ja a la comunitat autònoma (1984, IVIMA)- que són objecte de campanyes d'amortització anticipada i regularització d'ocupants. Alguns dels primers pobladors del barri -avui avis- semblen haver completat un cicle: després de colonitzar i dignificar el barri, han tornat al seu lloc rural d'origen i els seus fills ocupen avui el seu habitatge, remodelada, o reparada.
En l'entorn sud del districte, desapareix finalment el nucli xabolista de l'avinguda de Guadalajara. En el seu lloc -qualificat en el Pla General d'Ordenació Urbana del 85 com el "eixample est" de Madrid-, s'aixequen habitatges, ocupades per joves parelles de classe mitjana (barri de las Rosas). Aquest nou eixample és, sobretot, el responsable de creixement poblacional del districte, doncs el barri de San Blas perd població. Per al futur, el perfil social de la zona, per l'inevitable rejoveniment poblacional, tindrà poc a veure amb el dels seus primers pobladors.

## Transports
El districte és creuat per les següents línies de metro:
 Té 3 estacions al districte:
- Alsacia: Situada a la Plaza de Alsacia.
- Avenida de Guadalajara: Situada al creuament de l'Avenida de Guadalajara amb l'Avenida de Canillejas a Vicálvaro.
- Las Rosas: Situada al creuament del Paseo de Ginebra amb la Calle de Suecia.

 Té 4 estacions al districte:
- Ciudad Lineal: Situada al creuament dels carrers Alcalá, Hermanos García Noblejas i Arturo Soria.
- Suanzes: Situada a la Calle de Alcalá, davant al Parc Quinta de los Molinos.
- Torre Arias: Situada al creuament de la Calle de Alcalá amb l'Avenida de Canillejas a Vicálvaro.
- Canillejas: Situada al creuament de la Calle de Alcalá amb l'A-2 i l'Avenida de Logroño.

 Té 5 estacions al districte:
- García Noblejas: Situada en la confluència de la Calle de los Hermanos García Noblejas amb els carrers d'Emilio Muñoz y Luis Campos.
- Simancas: Situada al barrio del mateix nom amb tres sortides: a la Calle del Castillo de Uclés, a la Calle de Zaratán i a la Calle de Amposta.
- San Blas: Situada a Calle de Pobladura del Valle, davant del Polígono F.
- Las Musas: Situada a l'Avenida de Niza esquina a la Calle de María Sevilla Diago.
- Estadio Olímpico: Situada a Calle de Estocolmo, vora de l'Estadi Olímpic de Madrid.